# 昆山市体育中心
昆山市体育中心是位于中华人民共和国昆山市的一個多功能体育场。目前它主要用于足球比赛。昆山体育中心可容纳30,000名观众。

## 历史
2005年5月，昆山市体育中心体育馆率先竣工。2006年9月，昆山市体育中心体育场建成。2012年底，昆山市体育中心游泳网球综合馆對外開放。2020年中國足球超級聯賽与2021年中国足球超级联赛曾在此舉行。